# Henry Kirwa
Henry Kiprono Kirwa (4 de mayo de 1973) es un deportista keniano que compitió en atletismo adaptado. Ganó seis medallas en los Juegos Paralímpicos de Verano entre los años 2008 y 2016.

## Palmarés internacional
| Juegos Paralímpicos | Juegos Paralímpicos     | Juegos Paralímpicos | Juegos Paralímpicos |
| Año                 | Lugar                   | Medalla             | Prueba              |
| ------------------- | ----------------------- | ------------------- | ------------------- |
| 2008                | Pekín (China)           | Medalla de oro      | 1500 m T13          |
| 2008                | Pekín (China)           | Medalla de oro      | 5000 m T13          |
| 2008                | Pekín (China)           | Medalla de oro      | 10 000 m T12        |
| 2012                | Londres (Reino Unido)   | Medalla de bronce   | 5000 m T12          |
| 2016                | Río de Janeiro (Brasil) | Medalla de oro      | 5000 m T13          |
| 2016                | Río de Janeiro (Brasil) | Medalla de bronce   | 1500 m T13          |